# Noh Byung-jun
Noh Byung-jun ((노병준?, 盧炳俊?); Ulsan, 29 settembre 1979) è un calciatore sudcoreano, attaccante del Daegu.

## Palmarès

### Club

#### Competizioni nazionali
- Campionato sudcoreano: 1

Pohang Steelers: 2013
- Coppa della Corea del Sud: 3

Pohang Steelers: 2008, 2012, 2013
- Korean League Cup: 1

Pohang Steelers: 2009

#### Competizioni internazionali
- AFC Champions League: 1

Pohang Steelers: 2009